# آرام یرگانیان

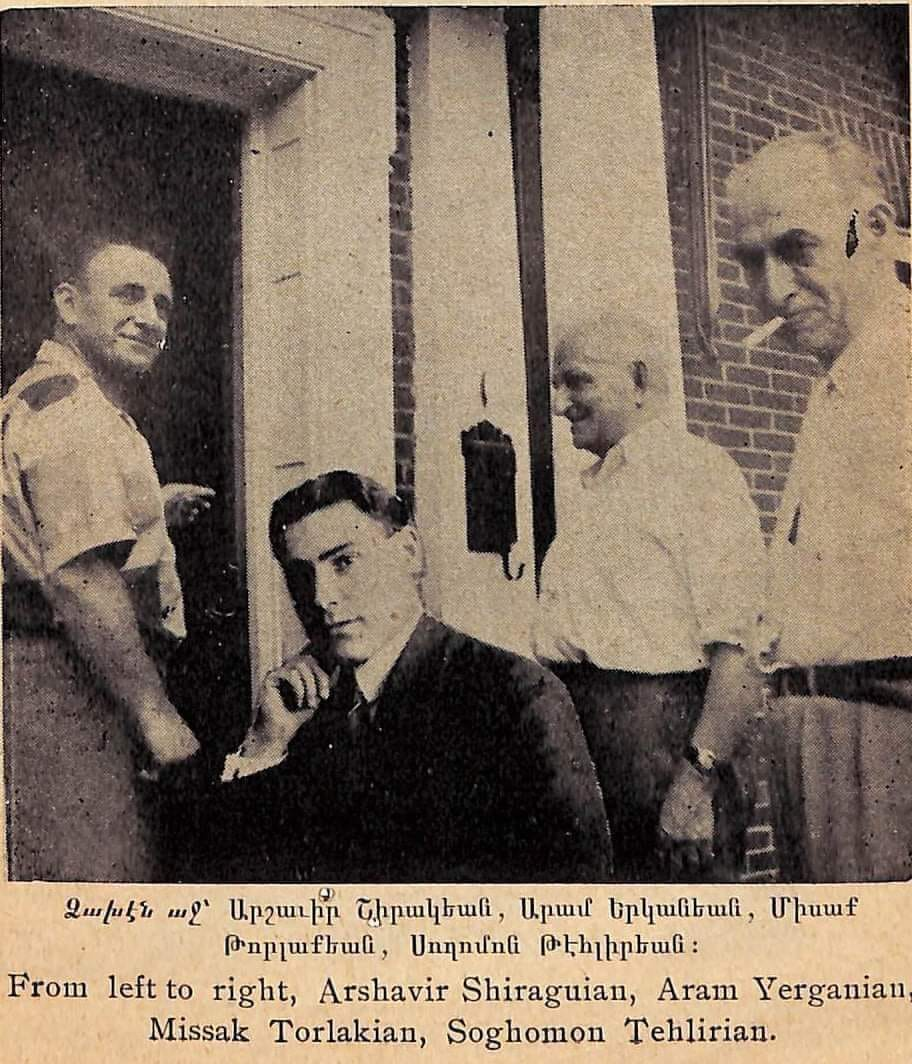

آرام یرگانیان (ارمنی: Արամ Երկանեան؛ زاده ۲۰ مهٔ ۱۹۰۰ – درگذشته ۲ اوت ۱۹۳۴) یک انقلابی ارمنی که به خاطر ترور فتحعلی‌خان خویسکی و بهاءالدین شاکر به عنوان یک اقدام انتقام برای نقشی که آن‌ها در نسل‌کشی ارمنی‌ها و کشتار ارامنه باکو داشته اند شناخته شده‌است. وی قهرمان ملی ارمنیان محسوب می‌شود.

## زندگی‌نامه
در ۲۰ مهٔ ۱۹۰۰ در ارزروم به دنیا آمد. وی سومین فرزند سارگیس یرگانیان و ماریام سوقویان بود. وی عضو فدراسیون انقلابی ارمنی بود. در ۲ اوت ۱۹۳۴ در سن ۳۴ سالگی در کوردوبا، آرژانتین درگذشت.